# 鄧伍迪 (喬治亞州)
鄧伍迪（英語：Dunwoody）是一個位於美國喬治亞州迪卡爾布縣的城市。

## 地理
鄧伍迪的座標為33°56′34″N 84°19′04″W / 33.94278°N 84.31778°W，而該地的平均海拔高度為344米（即1129英尺）。

## 人口
根據2010年美國人口普查的數據，鄧伍迪的面積為34.10平方千米，當中陸地面積為33.50平方千米，而水域面積為0.60平方千米。當地共有人口46267人，而人口密度為每平方千米1,356人。